# Alameda Central
La Alameda Central es un parque público del centro histórico de la Ciudad de México y por su antigüedad, la cual data del año 1592, se clasifica como el jardín público más antiguo de México y de América. Se inspiró en la Alameda de Hércules de la ciudad de Sevilla, jardín público creado en 1574 y el más antiguo de España y de Europa. El modelo sevillano fue seguido por otros creadores de jardines urbanos en España como la de Écija (Sevilla) de 1578 y la Alameda de los Descalzos de Lima, de 1611.
Está delimitada, al norte, por avenida Hidalgo; al este, por la calle de Ángela Peralta, donde se encuentra el Palacio de Bellas Artes; al sur, por la avenida Juárez; y al oeste, por la calle Doctor Mora.
Desde hace 400 años esta alameda es parte del paisaje urbano de la Ciudad de México. La fundación tuvo en un principio orígenes humildes, cuando el trazado de la ciudad que albergaría estaba recientemente definida, pero el virrey Luis de Velasco comprendió la importancia de dar a los pobladores de la capital de la Nueva España un lugar que al mismo tiempo fuera para «salida y recreación de los vecinos»,[cita requerida] sirviera de punto de encuentro de una sociedad que gustaba cada vez más lucir y ser reconocida en sus diferencias.
El 26 de noviembre del 2012 la Alameda Central fue reinaugurada después de 8 meses de trabajos. La remodelación incluyó la mejora de los parques, la plantación de nuevos árboles, y la restauración de fuentes y del Hemiciclo a Juárez. 

### Del nacimiento al

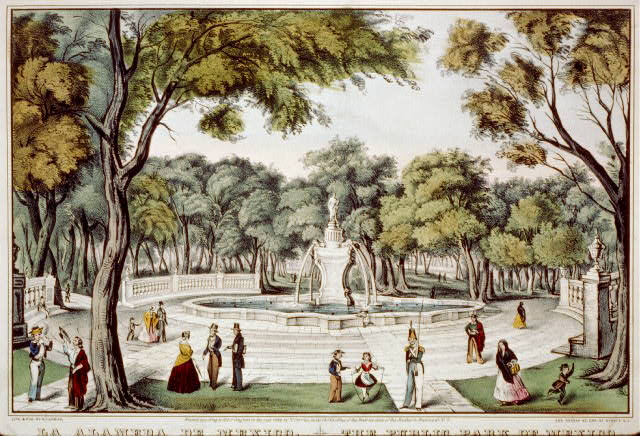
Alameda Central en 1848.

## Historia de la Alameda

### Del nacimiento alsigloXVI

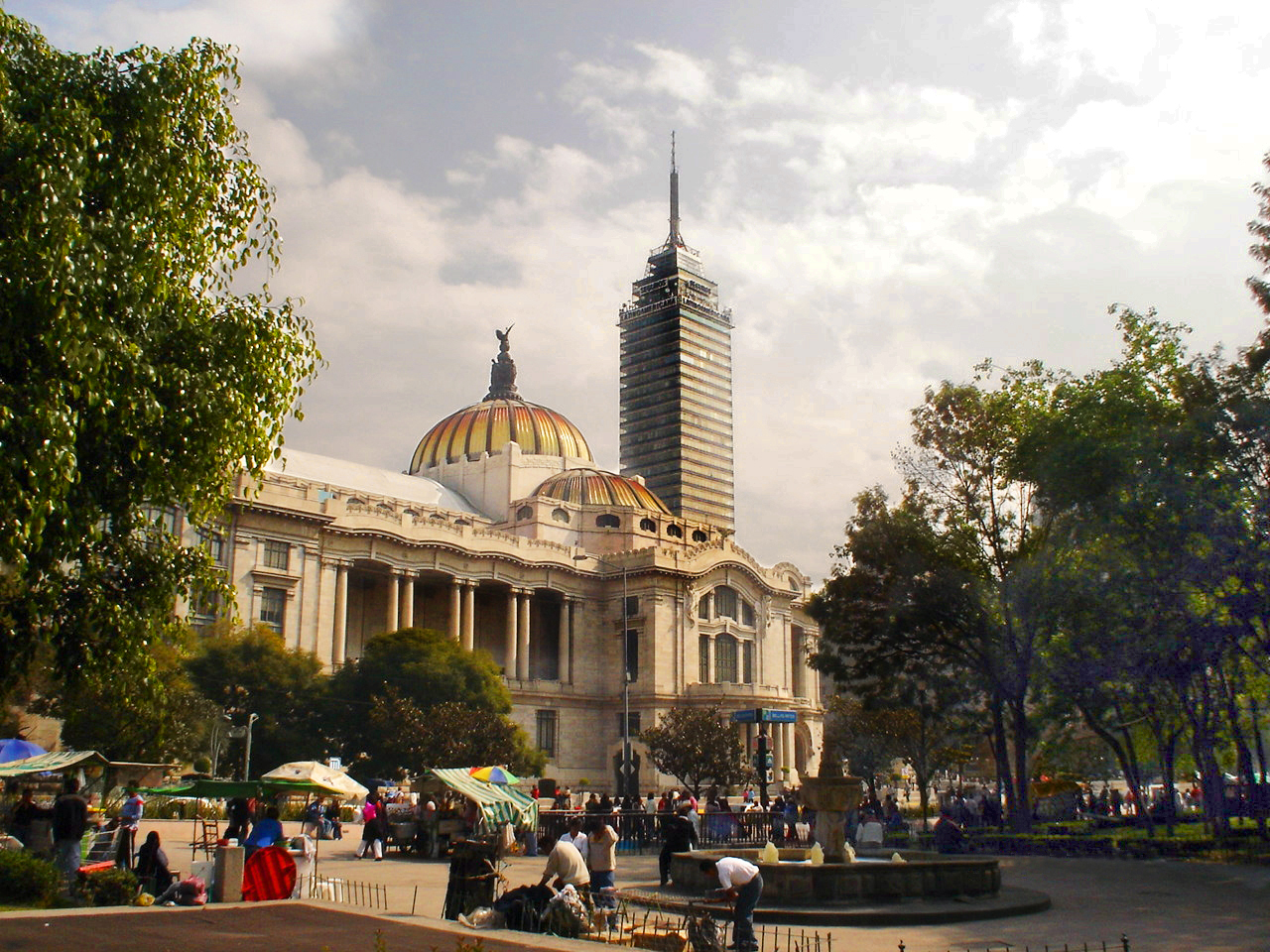
Vista panorámica desde la Alameda Central.

La petición del Marqués de Salinas realizada a principios de 1592, fijó el lugar para el emplazamiento, mismo que con algunas modificaciones aún conserva, un cuadrado dentro de lo que era la plaza o Tianguis de San Hipólito, al sur de la Calzada de Tacuba y enfrente de la iglesia y hospital de la Cofradía de la Santa Veracruz. Tiempo después, a esta primera traza se agregaría una ampliación sobre el sitio donde estaba el Quemadero de la Santa Inquisición, dilatándose sobre las plazuelas de Santa Isabel y San Diego. Para lograr el efecto de parque se mandaron sembrar olmos blancos y negros, traídos de la villa de Coyoacán, y para completar este plan original, el sevillano Francisco de Avis diseño los jardines y se construyó una pila de cantera labrada que lucía como remate una esfera de bronce. La Alameda estaba circundada por una ancha acequia (Canal donde circula agua de riego) que sirvió para evitar el paso de los visitantes indeseables, ya se tratara de personas o animales; esta acequia les ocasionó serios dolores de cabeza a los encargados de darle mantenimiento y desazolbe, razón de más para registrar el nombre de Francisco Vega como el primer guardabosque. En sus inicios la entrada se realizaba por una sola puerta, al oriente, donde se encontraba la plaza de Santa Isabel.

### SigloXVII
El siglo XVII del barroco novohispano deja su impronta en las luces y sombras que acompañan el devenir de la Alameda, semejante a los retablos que pueblan las iglesias de este periodo. Las dos inundaciones que destruirían los jardines, que fueron poblados con flores, y también los antiguos álamos, que serían sustituidos por fresnos; su traza se fue modificando, ahora tiene ocho calzadas, un número igual de prados y jardines y la fuente es en forma de tazón octogonal con un surtidor central. También es significativo el hecho de que por primera vez la Alameda se menciona en una obra literaria gracias a la inspiración del poeta Arias de Villalobos; hacia 1625, el fraile inglés Tomas Gage hace una descripción donde señala que «Los galanes de la ciudad se van a divertir todos los días, sobre las cuatro de la tarde, unos a caballo y otros en coche, a un paseo delicioso que llaman La Alameda, donde hay muchas calles de árboles que no penetran los rayos del sol. Se ven ordinariamente cerca de dos mil coches con Hidalgos, damas y de gente rica. Los Hidalgos llevan una docena de esclavos africanos y otros con un séquito menos, pero todos los llevan con librea muy costosa, y van cubiertos de randas (Especie de encaje labrado con aguja o tejido; es más grueso y de nudos más apretados que los hechos con palillos), flecos, trenzas y moños de seda, rosas en los zapatos, y con el inseparable Espada al lado. Las señoras van también seguidas de sus lindas esclavas que andan al lado de la carroza tan espléndidamente ataviadas como acabamos de decir, cuyas caras, en medio de tan ricos vestidos y de sus mantillas blancas, parecen como dice el refrán español: "moscas en leche".» Es el siglo en que se dan grandes cambios en la Ciudad de México y la Alameda se ha convertido en el paseo más importante sitio de mascaradas, pero también de diversos personajes, como don Carlos de Sigüenza y Góngora y sor Juana Inés de la Cruz.[cita requerida]
De la fama y fisonomía del jardín quedará constancia en las pinturas, hermosos biombos, de los cuales uno bellísimo de 1690 se puede apreciar en el Museo Franz Mayer y en un dibujo realizado en tinta y acuarela por el arquitecto Juan Gómez de Trasmonte en 1628. La centuria se cierra con grandes desastres naturales como las plagas y epidemias y tocará a la nueva administración, generada por los Borbones, hacer manos a la obra, para que en el periodo siguiente, marcado por la Ilustración y las reglas del Neoclasicismo, sirvan de soporte ideológico para realizar los cambios convenientes que adaptan a La Alameda como el escenario adecuado para los eventos que atraían a los vecinos, forasteros y paseantes de diversos orígenes y niveles económicos. Es el siglo del orden, del humanismo jesuita y de tonos afrancesados, pero también del descubrimiento de la mexicanidad.

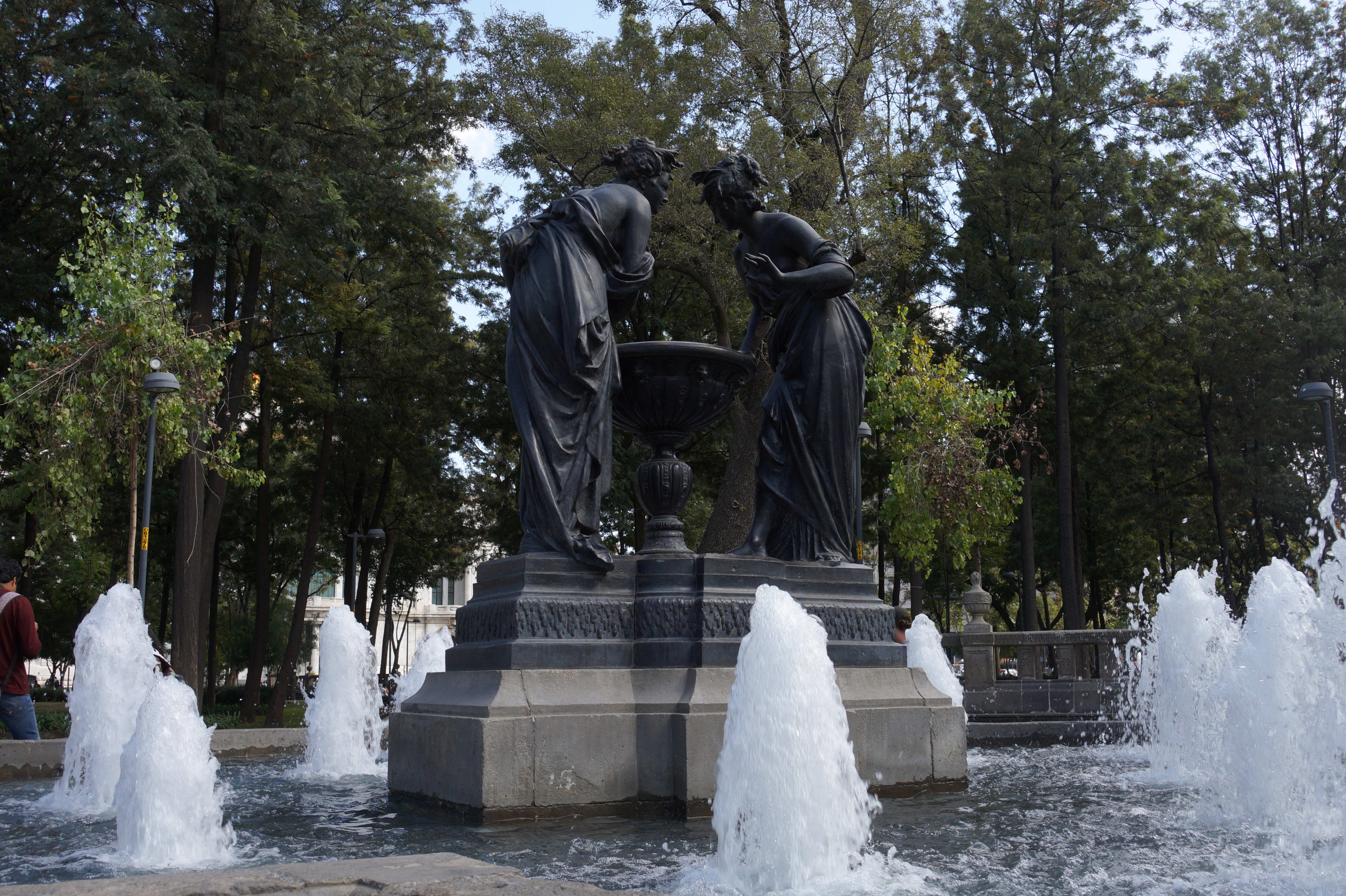
Fuente en Alameda Central.

### SigloXVIII

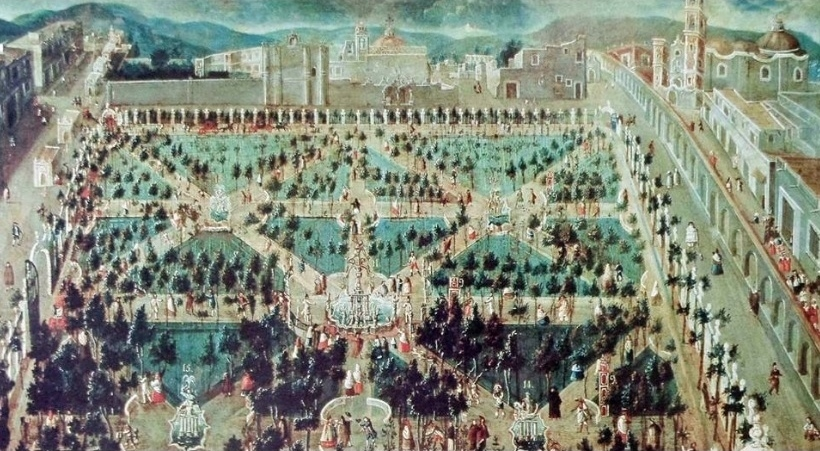
La Alameda en el siglo XVlll

Siguiendo los preceptos clásicos, en 1770 el virrey Carlos Francisco de Croix impulsó la transformación de la vieja alameda, dándole un mayor tamaño al extenderla sobre las plazuelas de Santa Isabel y San Diego, se le agregan fuentes y plazoletas, así como rotondas menores. El proyecto le fue encargado al capitán de infantería de Flandes Alejandro Dancourt quien no pudo terminarla, para que finalmente bajo la administración de Antonio María de Bucareli y Ursúa se diera por terminada. La forma y diseño son los que conocemos en la actualidad. La descripción del poblano Juan de Viera se detiene en los detalles que adornan la fuente central, pero gracias al testimonio gráfico de José María de Labastida y a otras pinturas se puede establecer con bastante exactitud el aspecto de La Alameda:su forma rectangular, las puertas de mampostería, las glorietas y rotondas circulares, la pequeña acequia que la rodea, las blancas, cuatro fuentes con esculturas de personajes mitológicos y la central que representa a Glauco. Hacia fines del siglo XVIII, la alameda comparte honores con el Bosque de Chapultepec y el paseo Bucareli, que son también lugares muy concurridos y visitados por numerosos paseantes.

### Guerra de Independencia y primeros años de la república
Las convulsiones del periodo de la guerra de Independencia de México provocan graves deterioros, daños y abandono de este emblemático lugar, pero a pesar de estas circunstancias continuó siendo un espacio de reunión y en 1821 desde sus jardines y prados la población de la Ciudad de México fue testigo del gran desfile del Ejército Trigarante encabezado por Agustín de Iturbide. Dentro de las innovaciones de la época destacan las reformas en los pilares, glorietas y estatuas; se realizan obras de reforestación y se construye una nueva fuente con un brocal igual al de la actual, pero en el centro se ubicó un basamento cuyo remate era la estatua de una mujer que representa a La Libertad. Se cuenta con numerosas descripciones como la de Franz Mayer, quien en el año de 1842 comenta la belleza de los árboles y flores, así como la costumbre de acudir por las tardes a la Alameda en coche o a caballo o ponerse en la fila a un lado del paseo, mientras van y vienen los caballeros, o pasearse media hora diciendo naderías junto a la ventanilla de alguna belleza de fama. El espíritu romántico que aún está en su apogeo a mediados del siglo se nota no sólo en otros cuadros de costumbres que dejaron viajeros y aventureros, sino también en algunos testimonios gráficos donde la naturaleza semi-salvaje de un bosque casi apresa a un conjunto de damas y caballeros; aspecto que se repite en la litografía de Casimiro Castro, La Alameda de México, tomada desde un globo aerostático, en el año 1855. Lo cierto es que de manera heterodoxa combina elementos que proceden del geometrismo anterior con nuevos elementos, en los cuales se impone la traza irregular y selvática.[cita requerida]

### Segundo Imperio Mexicano y guerras de Reforma

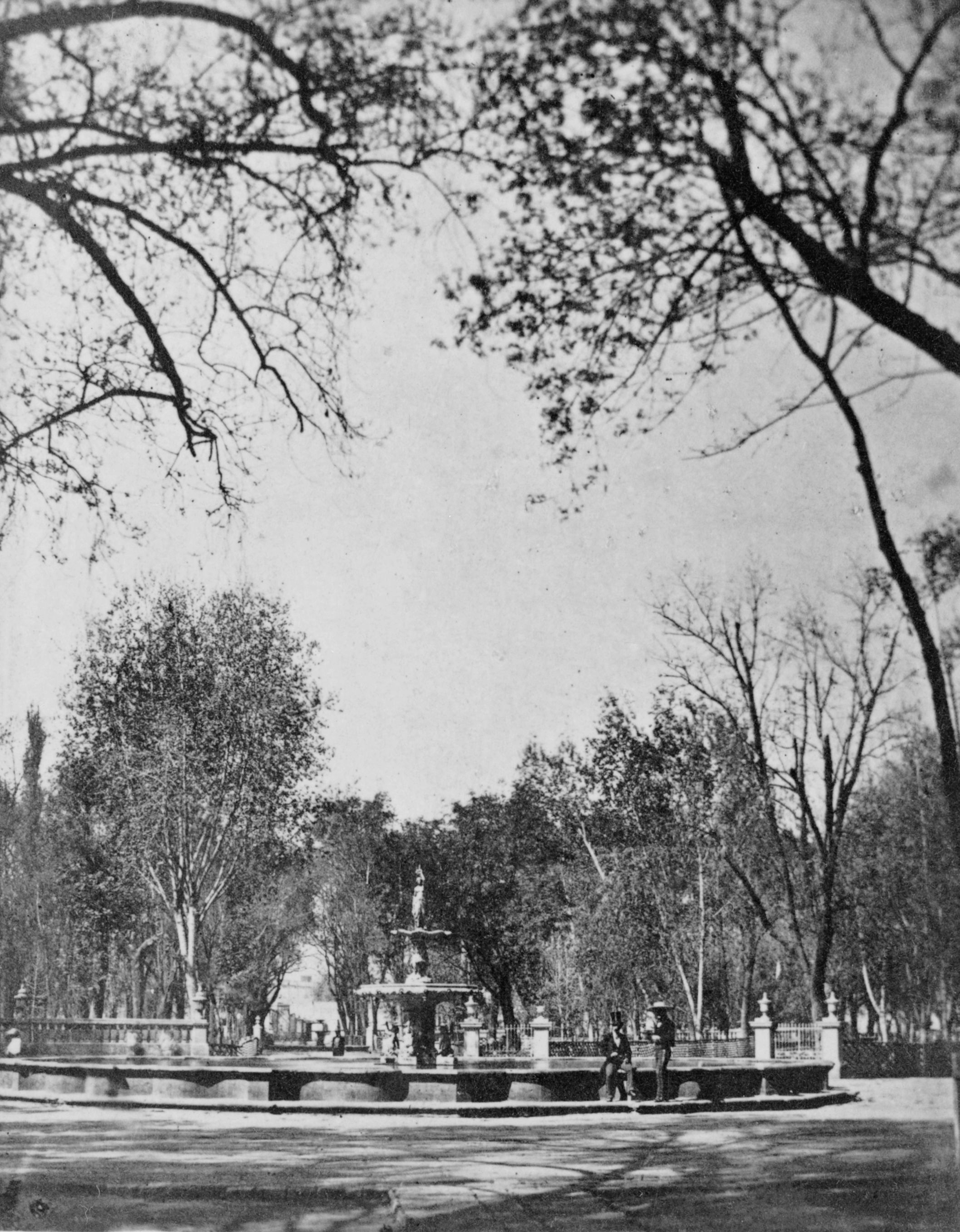
La Alameda en el

Al llegar al periodo del Segundo Imperio Mexicano, la Alameda recibe a la regia pareja en muy mal estado. Doña Carlota de México y Maximiliano de Habsburgo apadrinan algunos arreglos con la intención de emular los parques parisinos, pero muchos de estos proyectos fueron devorados por el proceso histórico y decayeron, junto con el cuerpo del emperador, en el cerro de las Campanas, abriendo el camino para Benito Juárez, en julio de 1867, hiciera su entrada triunfal a la capital precisamente por una de las calles que rodean a los jardines, lugar en donde se celebró el heroico acontecimiento en un banquete popular. 
Poco a poco los aspectos de la modernidad van ganando espacios, los logros de la ciencia y la técnica, tan en boga en las ciudades europeas, impregnan a gobernantes y ciudadanos; por consiguiente, la Alameda es objeto de cambios en su iluminación, para finales de la centuria ya es eléctrica, riego, sustitución de árboles, demolición de antiguas bancas para sustituirlas por otras de hierro fundido al estilo Eiffel, las fuentes del siglo XVIII fueron cambiadas y se agregaron otras, algunas de las cuales permanecen actualmente con el agregado de las esculturas que las identifican bajo el formato de los dioses romanos como Neptuno o Mercurio, además de Venus y las náyades. También el entorno se va modificando con la demolición del acueducto de Santa Fe, iniciado en el año de 1852, la apertura del paseo de la Reforma, la edificación de inmuebles y obras de saneamiento e infraestructura urbana ligadas a nombres de arquitectos reconocidos como Antonio Rivas Mercado, Eusebio de la Hidalga y García, Ignacio de la Hidalga y García y el ingeniero Roberto Gayol, entre otros.
Fue evidente que durante el siglo XIX, sobre todo después de la segunda mitad, la sociedad mexicana se va abriendo a nuevas costumbres y usos, aspecto que se reflejó en una mayor presencia femenina en los paseos y una pronunciada necesidad de esparcimiento. En la Alameda se llevaron a cabo, partir de 1842, los festejos de las principales fiestas cívicas y a medida que se acercaba el fin de siglo fue también más heterogéneo el tipo de diversiones y eventos sociales que tuvieron lugar en los jardines, tal como lo imprimieron en sus páginas los periódicos de la época como El Mundo Ilustrado. 
Kioscos construcciones provisionales de madera y tela, instalaciones de circos o de juegos para niños, teatro, conciertos de música, venta de juguetes y comida por los llamados ambulantes son algunos de los elementos pintorescos o de color que si bien matizaron y enriquecieron la vida de los capitalinos, hoy nos llevan a registrarlos como ominosos antecedentes del destino que aguardaba a la Alameda en el siguiente siglo, convertirse en un gran tianguis devolviendo lo que le había usurpado el de San Hipólito.

### Porfiriato

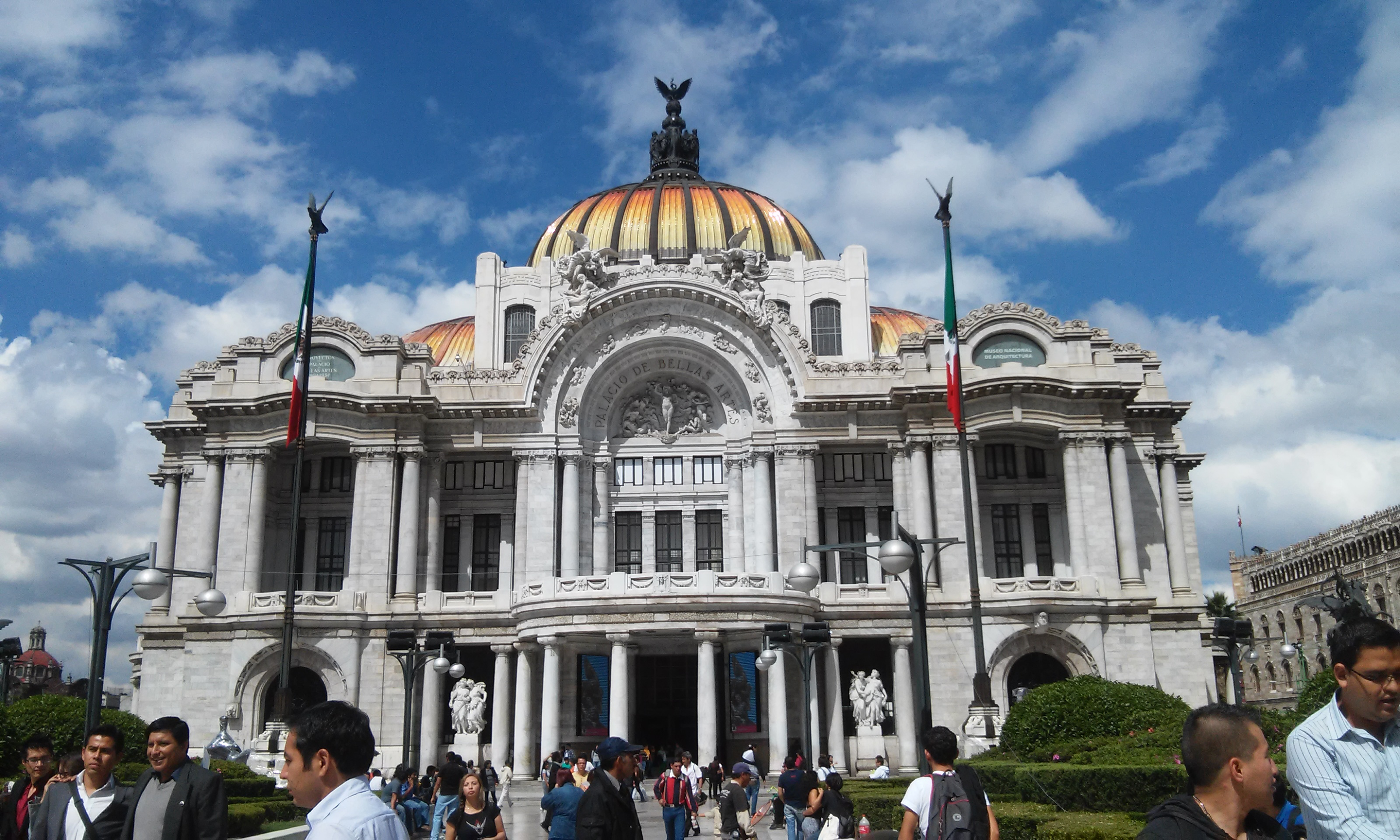
El atardecer en la Alameda Central y Bellas Artes

El siglo XX sorprende a la ciudad capital en pleno proceso de afrancesamiento de las ideas, de las modas arquitectónicas, literarias y estéticas que dejaron una inmensa cauda de múltiples aspectos significativos que el porfiriato alentó para estar a tono con lo europeo y lo civilizado. Las viejas construcciones virreinales compartieron el espacio o fueron desplazadas por otras más modernas, en torno a la Alameda se amplían y extienden calles, el arquitecto Adamo Boari inicia la construcción del nuevo Teatro Nacional, luego el Palacio de Bellas Artes, y de las pérgolas, mientras que el pabellón morisco que se había instalado en el lado sur de la Alameda fue reemplazado por el Hemiciclo a Juárez, que el presidente Don Porfirio Díaz inauguró en 1910, año del centenario y del inicio de la Revolución mexicana.

### Postrevolución hasta finales delsigloXX

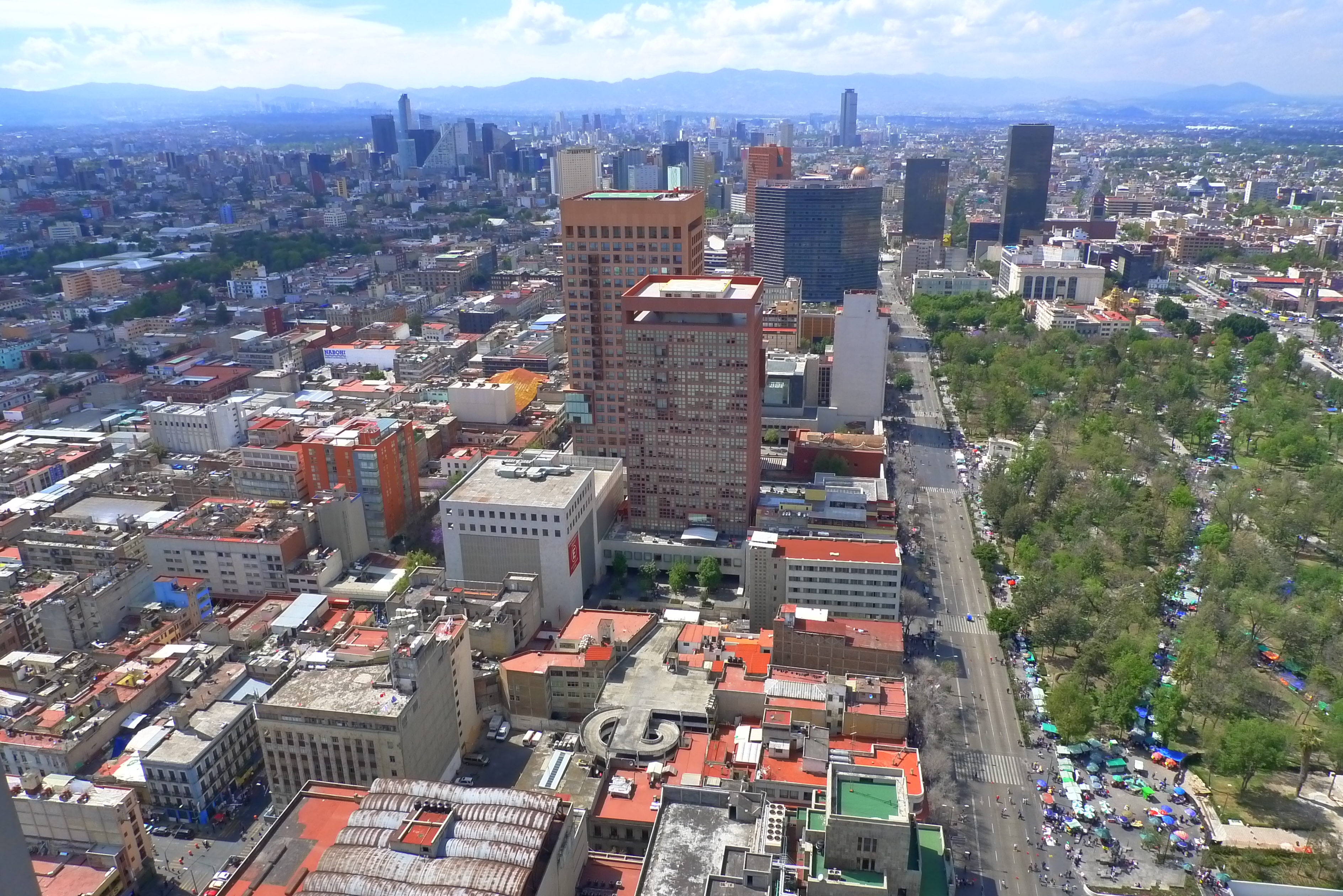
La Alameda vista desde la Torre Latinoamericana.

Durante las siguientes decenas que siguieron al periodo posrevolucionario fueron pocos los cambios significativos que se realizaron en la Alameda, como por ejemplo la instalación de la estatua de Beethoven, un amplio contraste con el crecimiento desmesurado de la ciudad que se desparramó en un sinnúmero de colonias, al mismo tiempo que otros parques marginales comparten con el antiguo jardín la necesidad de la población, que requiere de más áreas verdes para una megalópolis cada año más pavimentada y más árida. Paulatinamente, el paisaje de la Alameda se va ahogando entre automóviles, numerosos hoteles, edificios e importantes museos como el Museo Franz Mayer, el Laboratorio Arte Alameda (donde se ubicaba la Pinacoteca Virreinal) y el Museo Nacional de la Estampa.

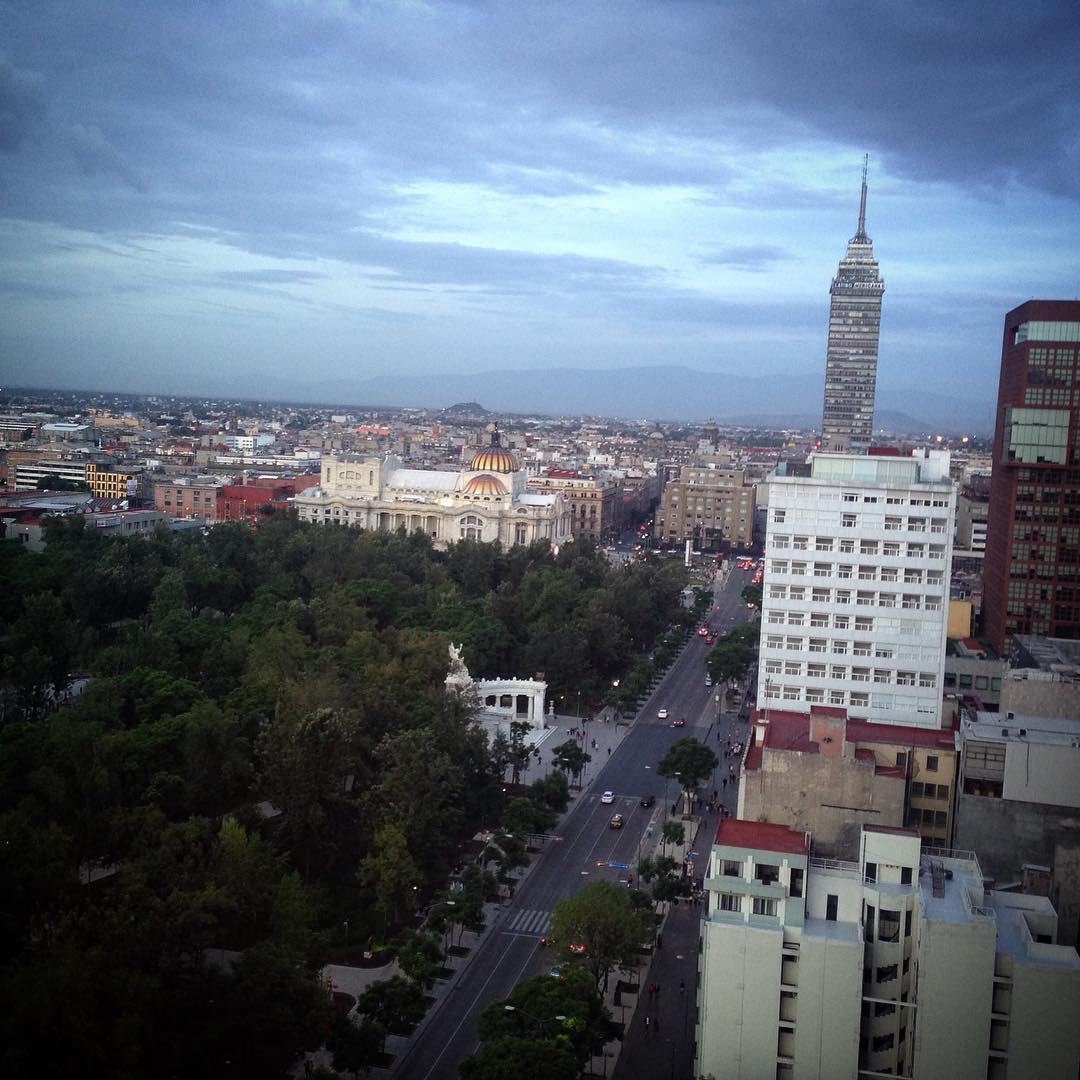
Vista desde Hotel Hilton Ciudad de México

La Alameda de hoy se ha multiplicado en numerosas caras y siluetas que diariamente la habitan, la atraviesan y la circulan; turistas, estudiantes, lugar de descanso de los que tienen trabajo y de los que lo han perdido, de vendedores ambulantes, merolicos de diversos tipos y quehaceres; se oferta de todo: golosinas, algodón de azúcar, disco compactos, libros, vídeos, ropa, medicinas y ungüentos maravillosos, la buena y la mala suerte, artesanías, la tradicional foto con los Reyes magos o Santa Claus, amor y desamor; punto de encuentro y desencuentro de lo tradicional y lo moderno; es un signo de interrogación y un desafío lanzado al futuro y es también, tal como lo plasmara Diego Rivera en su mural Sueño de una tarde dominical en la Alameda Central.

## Lugar de encuentro de minorías
La alameda central, como muchos parques públicos centrales, ha sido en punto de encuentro de grupos minoritarios, como personas en situación de calle, indígenas, trabajadores/as sexuales y disidencias sexogenéricas, entre otros, ya en 1924, el pintor mexicano Manuel Rodríguez Lozano pintó a su amigo Salvador Novo en un Taxi trasladándose a la alameda para "ligar" a jóvenes noctámbulos. La obra Salvador Novo en Taxi forma parte de la colección permanente del Museo Nacional de Arte.

## Reinauguración

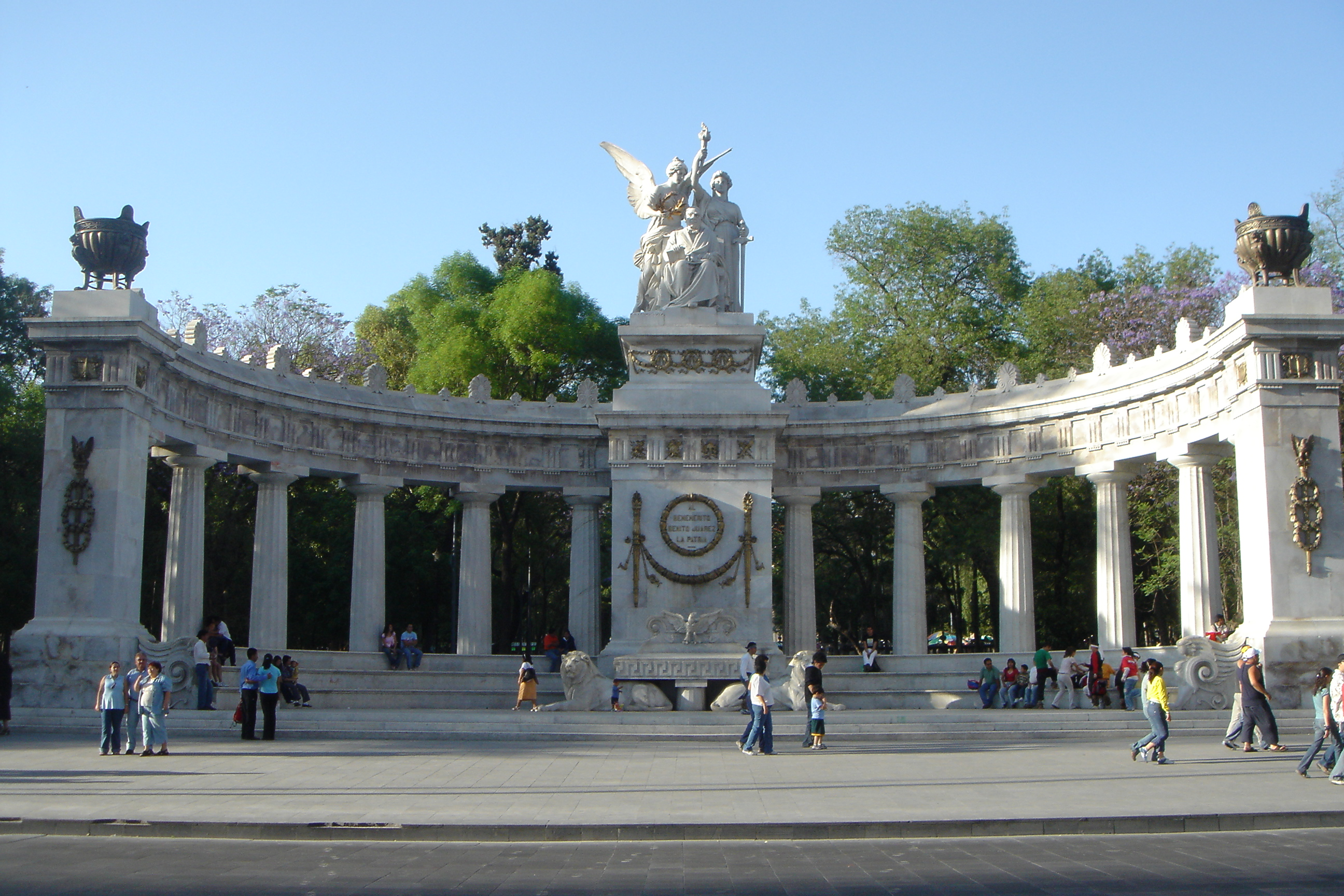
Hemiciclo a Juárez en la Ciudad de México

El 26 de noviembre de 2012 fue reinaugurada la Alameda Central. Bajo el mandato de Marcelo Ebrard, jefe de Gobierno de la Ciudad de México, y el arquitecto Felipe Leal, titular de la SEDUVI, el primer parque de América fue remodelado; se plantaron árboles y se mejoraron los prados, también fueron restauradas las fuentes, las esculturas y el Hemiciclo a Juárez. Se construyeron también cuatro nuevas fuentes ubicadas en las esquinas de la Alameda, la calle de Ángela Peralta se volvió peatonal y se instaló alumbrado público para que la Alameda pueda ser visitada de noche con más seguridad.
El encargado del proyecto ejecutivo fue el arquitecto Enrique Lastra, quien resolvió colocar mármol de Santo Tomás, pues es un material que se utiliza en la Ciudad de México desde el siglo XVI, además, con la intención de homogeneizar la Alameda con el Palacio de Bellas Artes. 
La inversión total de esta obra fue de 243 millones de pesos (mexicanos).

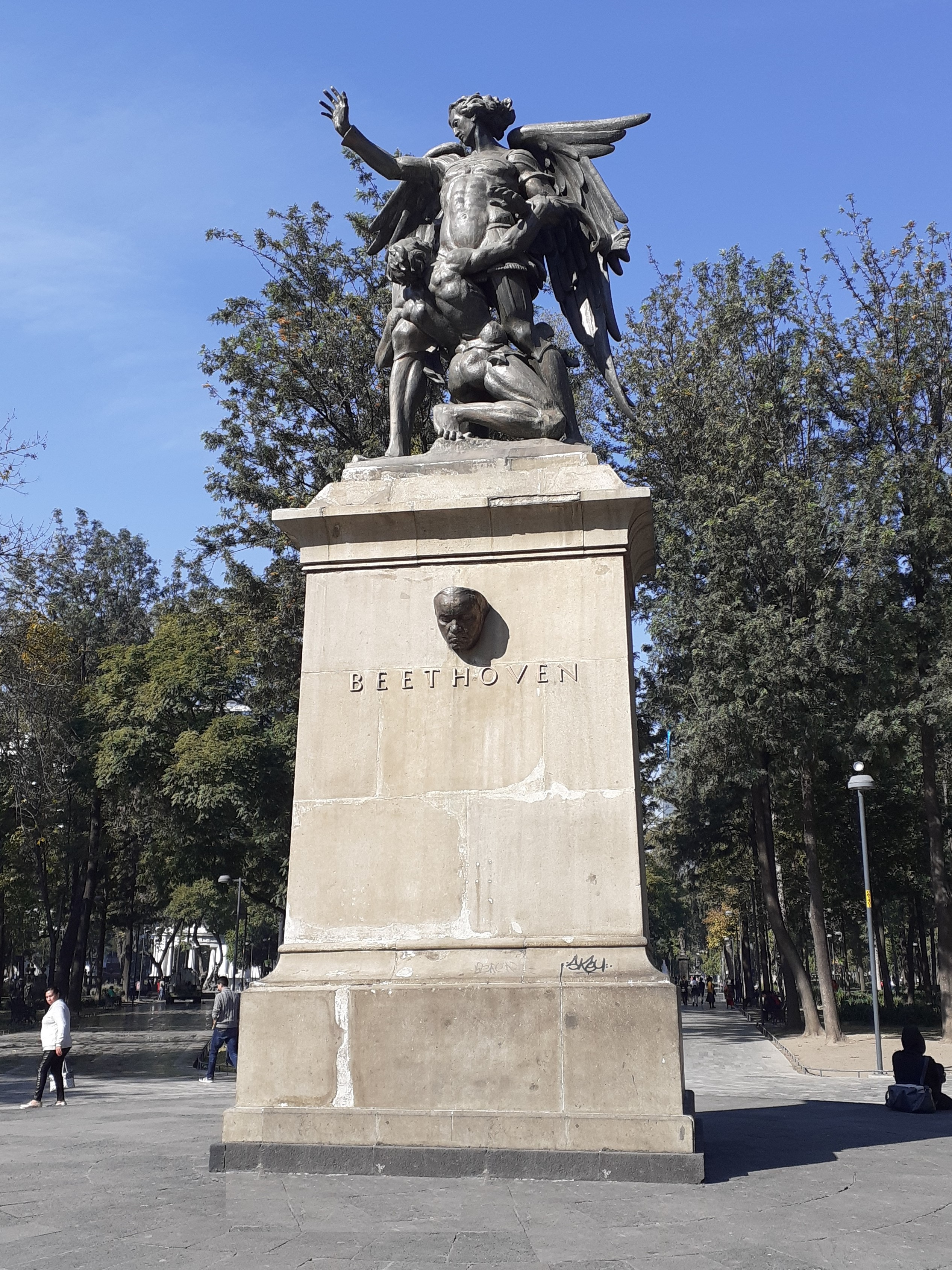
Monumento a Beethoven.

## Esculturas
- Réplica del Malgré Tout de Jesús F. Contreras, representando una mujer desnuda y encadenada (el original se encuentra en el Museo Nacional de Arte)
- La Vida y la Paz, de Antonio Álvarez Portugal, una mujer desnuda abraza un tronco de árbol muerto
- Desespoir, de Agustín Ocampo, escultura en bronce de una mujer desnuda
- Gladiador con espada, guerrero con gorro frigio que empuña una espada
- Monumento a Beethoven, muestra a un hombre en actitud suplicante a los pies de un ángel
- Monumento a Alexander Von Humboldt, efigie del gran científico y viajero alemán.

## Fuentes

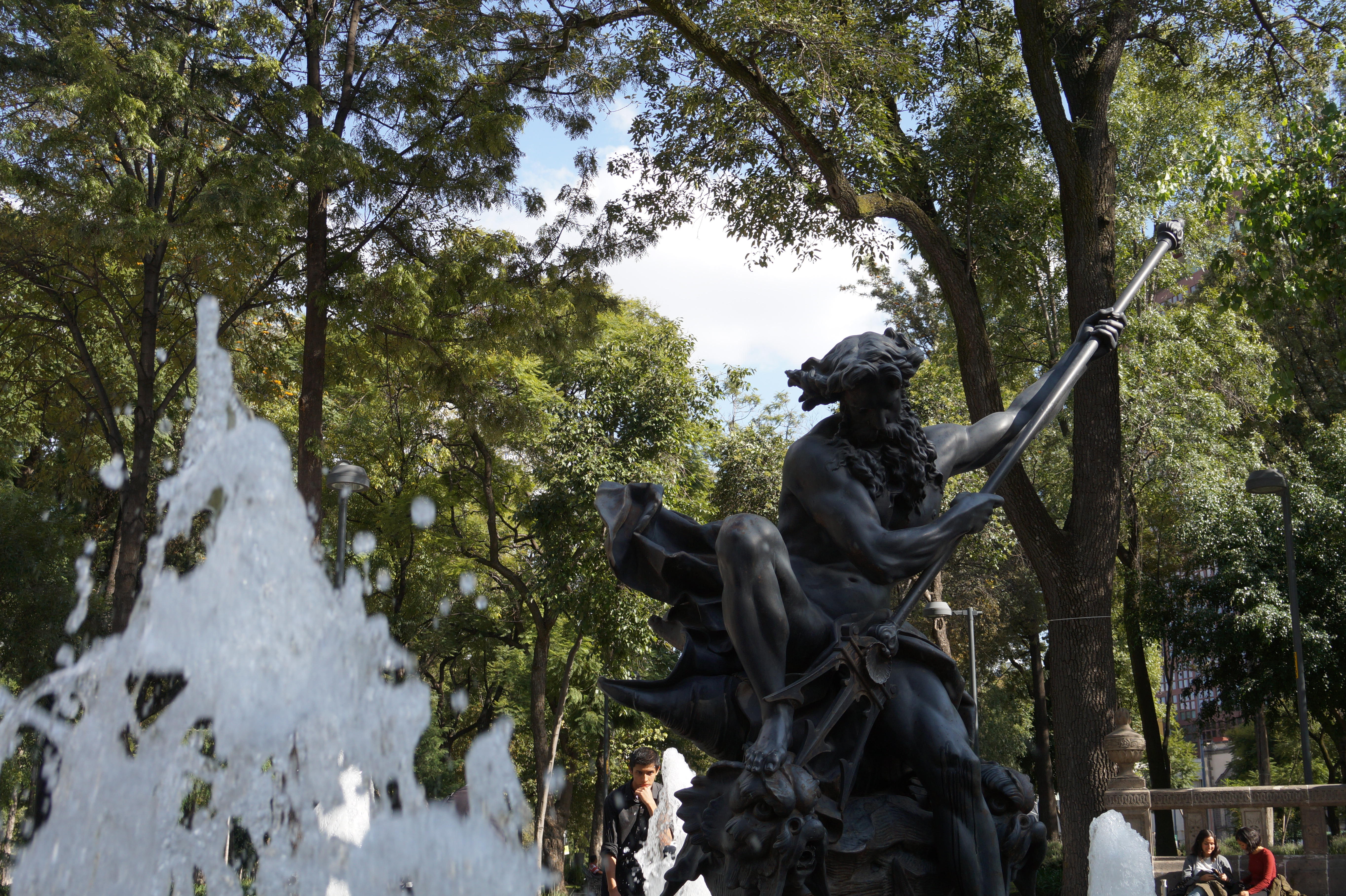
La fuente de Neptuno y los Tritones